# 佐藤通弘
佐藤 通弘（さとう みちひろ、1957年7月19日 - ）は、日本の津軽三味線奏者。東京都生まれ。

## 概要
1977年に弘前の山田千里の演奏を聴き衝撃を受け入門。1982年に全国津軽三味線競技会でA級優勝（2年連続）。以後、東京を中心にコンサート活動を開始する。坂田明、ジョン・ゾーン、三上寛、大野一雄といった幅広いジャンルのアーティストとのセッションや国内のみならず海外でのリリースおよび公演も積極的におこなっている。
2010年にはエイベックス・マーケティングより同じく津軽三味線奏者である息子・佐藤通芳との親子初のスタジオ録音盤「ひびきあう音色 からみあう感性」をリリースした。

## ディスコグラフィー

### オリジナル・アルバム
- RODAN（1989）
- 佐藤通弘の仕事（1993）
- 津軽三味線の世界 JONKARA（1995）
- 夏・宵・祭（1995）
- 月も凍る夜に（2000）
- 東北ロマン（2004）
- ひびきあう音色 からみあう感性（2010）

### ライブ・アルバム
- 津軽三味線の世界 実況録音盤 於 酒游舘（2009）

### コラボレーション・アルバム
- ジョン・ゾーン 佐藤通弘/厳流島 （1985） - パーソネル：ジョン・ゾーン（Reeds）/ 佐藤通弘（津軽三味線）
- THE STRING QUARTET OF TOKIO & ORCHESTRA （1990）
  - パーソネル：斎藤徹（ベース）/佐藤通弘（津軽三味線）/栗林秀明（十七絃箏）/廣木光一（ギター）
  - ゲスト：石川高（笙）/村岡健一郎（笙）/羽生一子（パーカッション）/ウィル・オッフェルマンズ（フルート）/溝入敬三（ベース）/溝入由美子（篳篥,オーボエ）/上田純子（薩摩琵琶,声明）
- IMPROVISATIONS 07 OCTOBER 1994 （1997） - パーソネル：藤枝守（マニピュレーター）/佐藤通弘（津軽三味線）/ショーン・ミーハン（ドラム）
- 日韓コラボレーション/風魂 （1998） - パーソネル：辛恵英（玄琴,唄,打楽器）/三上寛（唄,ギター）/佐藤通弘（津軽三味線）/石塚俊明（ドラム,パーカッション）/沢田としき（ジャンベ）
- 灰野敬二 佐藤通弘 /たゆたゆと ただよいたまえ このふるえ（2004） - パーソネル：灰野敬二（ギター）/佐藤通弘（津軽三味線）